# Anaxarque
Anaxarque d'Abdère est un philosophe grec.

## Biographie
Anaxarque est né à Abdère en Thrace. Il fut maître de Pyrrhon, lui-même fondateur de l’école sceptique. « Un jour qu’Anaxarque était tombé dans un marécage, il continua son chemin, sans lui prêter main-forte ; mais alors que certains lui en faisaient reproche, Anaxarque lui-même fit l’éloge de son indifférence et de son absence d’attachement ». Il a été le compagnon et ami d’Alexandre le Grand lors de ses campagnes d’Asie : Lucien de Samosate le voit comme un parasite. Il fit une édition des œuvres d’Homère spécialement pour Alexandre le Grand. Selon Diogène Laërce, en réponse à la prétention d’Alexandre d'être le fils de Zeus, Anaxarque pointa sa blessure ensanglantée et nota : « Vois le sang d'un mortel, et non l’ichor, comme il coule dans les veines des dieux immortels ».
Diogène Laërce raconte que Nicocréon, le tyran de Chypre, le condamna à être pilé à mort dans un mortier, et qu’il endura cette torture avec force. Cette anecdote est aussi rapportée par Cicéron : Un jour, à un banquet, Alexandre lui demanda ce qu’il pensait du dîner. Il répondit : « Ô roi, tout est splendide, mais il aurait fallu y ajouter la tête d’un satrape » ; ce disant, il regardait Nicocréon. Celui-ci se souvint de l’outrage, et après la mort du roi, quand au cours d’un voyage Anaxarque échoua malgré lui à Chypre, il le fit arrêter, jeter dans un mortier et broyer par un pilon de fer. Mais on conte qu’Anaxarque, indifférent au châtiment, lui disait le mot célèbre : « Broie donc, broie donc le sac qui enveloppe Anaxarque, tu ne broieras pas Anaxarque ! » Là-dessus, Nicocréon ordonna de lui couper la langue, mais la tradition dit qu’il se la coupa lui-même de ses dents et la lui cracha au visage.

## Son opinion sur le Monde
Il professait les théories de Démocrite, et croyait notamment en la pluralité des Mondes.

## Une doctrine du bonheur
Si la doctrine philosophique d'Anaxarque est peu connue, le peu qui nous en est venu tendrait à l'associer à un opportunisme philosophique. Certains ont conclu de l'épithète eudaimonikos ("bienheureux") qui lui est habituellement attribué, qu'il soutenait que la fin de la vie était l'eudaimonia, c'est-à-dire le bonheur.

### L'initiateur du doute scientifique
Anaxarque est celui à qui la pratique du doute philosophique est généralement attribuée, en l'ayant transmis à Pyrrhon, tenant les connaissances comme incertaines. De ce fait, certains l'associent par erreur aux sophistes.
Ces deux points l’éloignent de la mystique de l'école pythagoricienne et de l'orphisme - pour lesquelles :
1. Le bonheur passait nécessairement par une démarche purificatrice ;
2. Le monde était scientifiquement ordonné, l’harmonie des nombres témoignant de la rationalité accessible.

Ce doute sur la raison scientifique a marqué la pensée occidentale pendant des siècles, jusqu'à la méfiance. Il n'a pu être reposé qu'avec René Descartes et consacré par la publication de son célèbre ouvrage : Discours de la méthode pour bien conduire sa raison et chercher la vérité dans les sciences.
Anaxarque serait également l’auteur de cette maxime Connaître la mesure de l'occasion, c'est cela la prudence, ce qui tendrait à le classer parmi les maîtres à penser de l'opportunisme…

### La philosophie du bon moment
« … l’hédonisme d’Anaxarque (…) faisait résider le souverain bien dans l’impassibilité, la capacité de ne pas se laisser affecter par le monde, ses petitesses et ses mesquineries. Très probablement, la joie philosophique consiste à vivre au-dessus des contingences habituelles, à côté des préoccupations du plus grand nombre, dans un autre endroit que sur la scène triviale du quotidien de l’homme de la rue. Plaisir d’être et d’exister comme une individualité solaire, libre, indépendante, autonome, inaccessible aux violences venues d’ailleurs : un tyran, le corps, le désir, le social, la nature ou la famille. Le plaisir définit dès lors la jouissance de soi comme une souveraineté réalisée, conquise et radieuse. »

### L'éloge de la prudence
Prudence au sens de la phronêsis aristotélicienne, c'est-à-dire la vertu intellectuelle de l'âme qui permet d'énoncer le vrai et d'évaluer ce qui est bien ou mal, afin notamment de choisir les actions en fonction de leurs conséquences, qui doivent être bénéfiques à la société. L'occasion, le kairos en grec, est ici entendu au sens du moment opportun, et qui nous vient de la mythologie grecque (Kairos était un jeune dieu pourvu d'une épaisse touffe de cheveux qu'il fallait saisir pour l'arrêter lorsqu'il passait, toujours à toute vitesse.) Il symbolisait donc l'occasion, un moment fugace.

## La langue du philosophe
- Zénon d'Élée cracha également sa langue au visage d'un tyran
- Ésope : La langue est la meilleure et la pire des choses

## Ses œuvres
- Traité de la Royauté[9]